# 千百惠
千百惠（1963年5月4日—2025年8月19日），本名鍾蘭芯，泰雅族人，中華人民共和國籍臺灣女歌手。

## 生平
1963年5月4日，千百惠生於新竹縣尖石鄉新樂村。1984年以首張唱片專輯《絲雨長巷》成名，1980年代以〈想你的時候〉、〈走過咖啡屋〉、〈煙雨濛濛〉等歌曲紅遍台海兩岸與東南亞。1984年，千百惠擔綱中視電視專輯節目《雪之旅》，該節目亦有文章、楓等人的歌唱表演。1986年，千百惠與于楓及童安格合作在中視主持自己的電視專輯節目《千千夏日情》（1986年9月17日；21:00－23:00首播）。
1991年，千百惠隻身赴北京市參加亞運特別節目《亞運之光》，並與作曲家高大林發展出婚外情。當時高大林才新婚3個月，妻子是國家一級演員兼人氣歌手何靜。之後千百惠與高大林結婚，定居北京、加入中華人民共和國國籍。2003年，千百惠復出歌壇。
2022年1月，千百惠接受湖南衛視節目《再次見到你》專訪時表示，當年她確實是為了愛情而定居北京市，甚至拒絕所有請求她復出歌壇的電話；感情維持了20年離婚後恢復單身，已在2021年3月間從北京移居成都市，有一個中央音樂學院作曲系畢業的兒子高陸灣。
2025年8月19日，千百惠在北京病逝，享年62歲。